# П'єтро Фільйолі
П'єтро Фільйолі  (англ. Pietro Figlioli, 29 травня 1984) — австралійський та італійський ватерполіст, срібний та бронзовий призер Олімпійських ігор, чемпіон світу.

## Виступи на Олімпіадах
| Олімпіада           | Дисципліна | Місце |
| ------------------- | ---------- | ----- |
| Афіни 2004          | водне поло | 9     |
| Пекін 2008          | водне поло | 8     |
| Лондон 2012         | водне поло | 2     |
| Ріо-де-Жанейро 2016 | водне поло | 3     |